# ياكوفليف ياك-100
ياكوفليف ياك-100 (بالإنجليزية: Yakovlev Yak-100)‏ هي مروحية نقل عسكري، أنتجت في الاتحاد السوفيتي. من صناعة ياكوفليف، كان أول طيران لها في مايو 8, 1948.